# STS-118

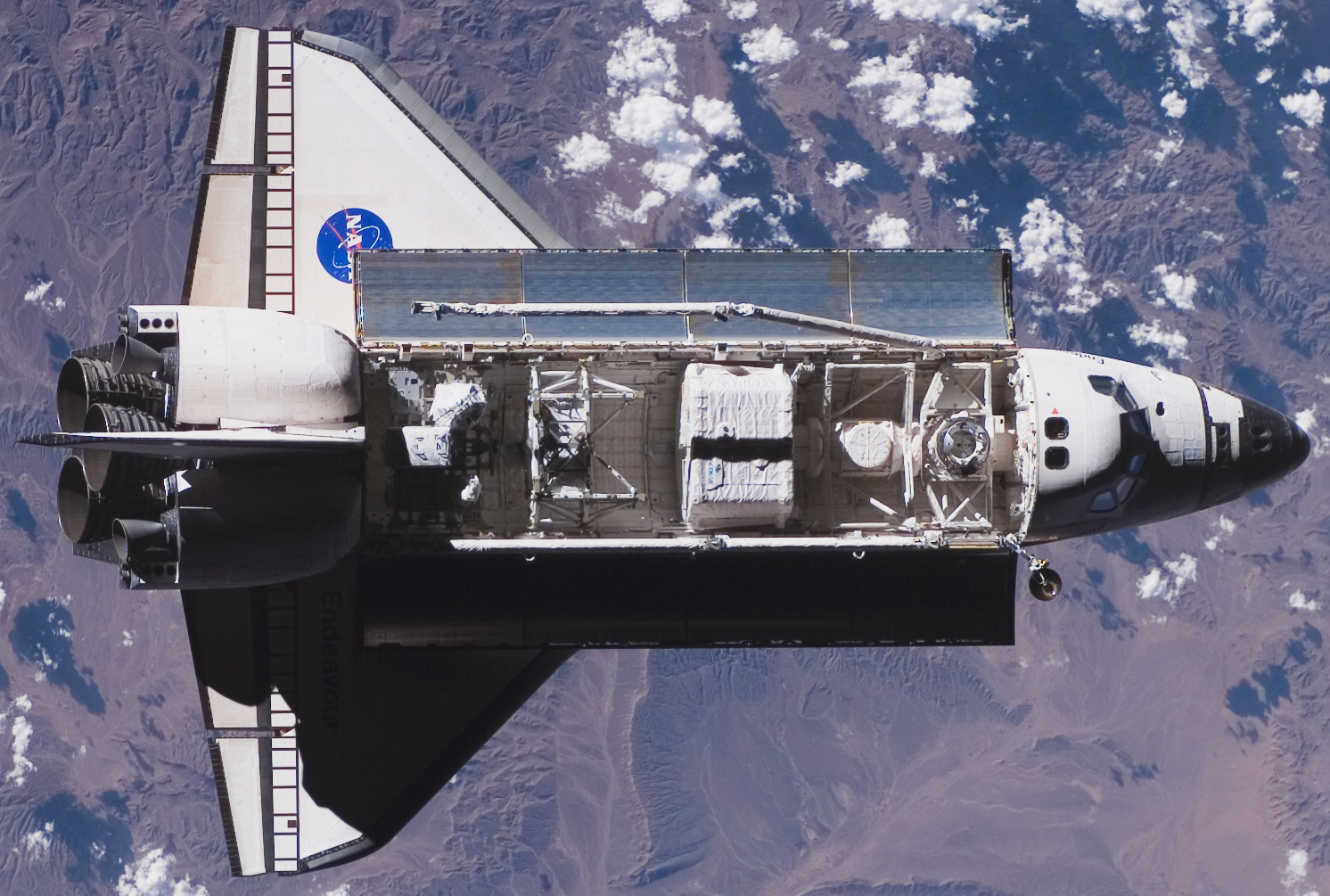
Індевор в космосі

STS-118 — перший політ космічного апарата такого типу після 4-річної перерви. За цей час «Індевер» пройшов серйозну модернізацію і отримав нове обладнання. Воно допомогло випробувати нову систему електропостачання — від МКС до «човника». Цей політ відзначився ще й тим, що у складі екіпажу — 55-річна вчителька Барбара Морган. Вона дала шкільний урок з орбіти. Місіс Морган довго готувалася до цього польоту, здійсненого за програмою «Жінка в космосі».

## Екіпаж
- Скотт Келлі (НАСА) (англ. Scott Kelly) (2-й космічний політ), командир екіпажу
- Чарльз Хобо (НАСА) (англ. Charles Hobaugh) (2), пілот
- Давид Рис Вільямс (КАА) (англ. Dafydd Williams) (2) (Канада), фахівець польоту
- Барбара Морган (НАСА) (англ. Barbara Morgan) (1), спеціаліст польоту
- Річард Мастраккіо (НАСА) (англ. Richard Mastracchio) (2), фахівець польоту
- Трейсі Колдуелл (НАСА) (англ. Tracy Caldwell) (1), спеціаліст польоту
- Бенджамін Дрю (НАСА) (англ. Alvin (Al) Drew) (1), спеціаліст польоту

Раніше передбачалося, що до складу екіпажу увійде Клейтон Андерсон (Clayton Anderson), який повинен був замінити на МКС Суніту Вільямс. 26 квітня 2007 Клейтон Андерсон був переведений в екіпаж «Атлантіс» STS-117. Замість Андерсона до складу екіпажу був включений Алвін Дрю.
В екіпажі «Діскавері» — три новачки космічних польотів: Барбара Морган, Трейсі Колдуелл, Алвін

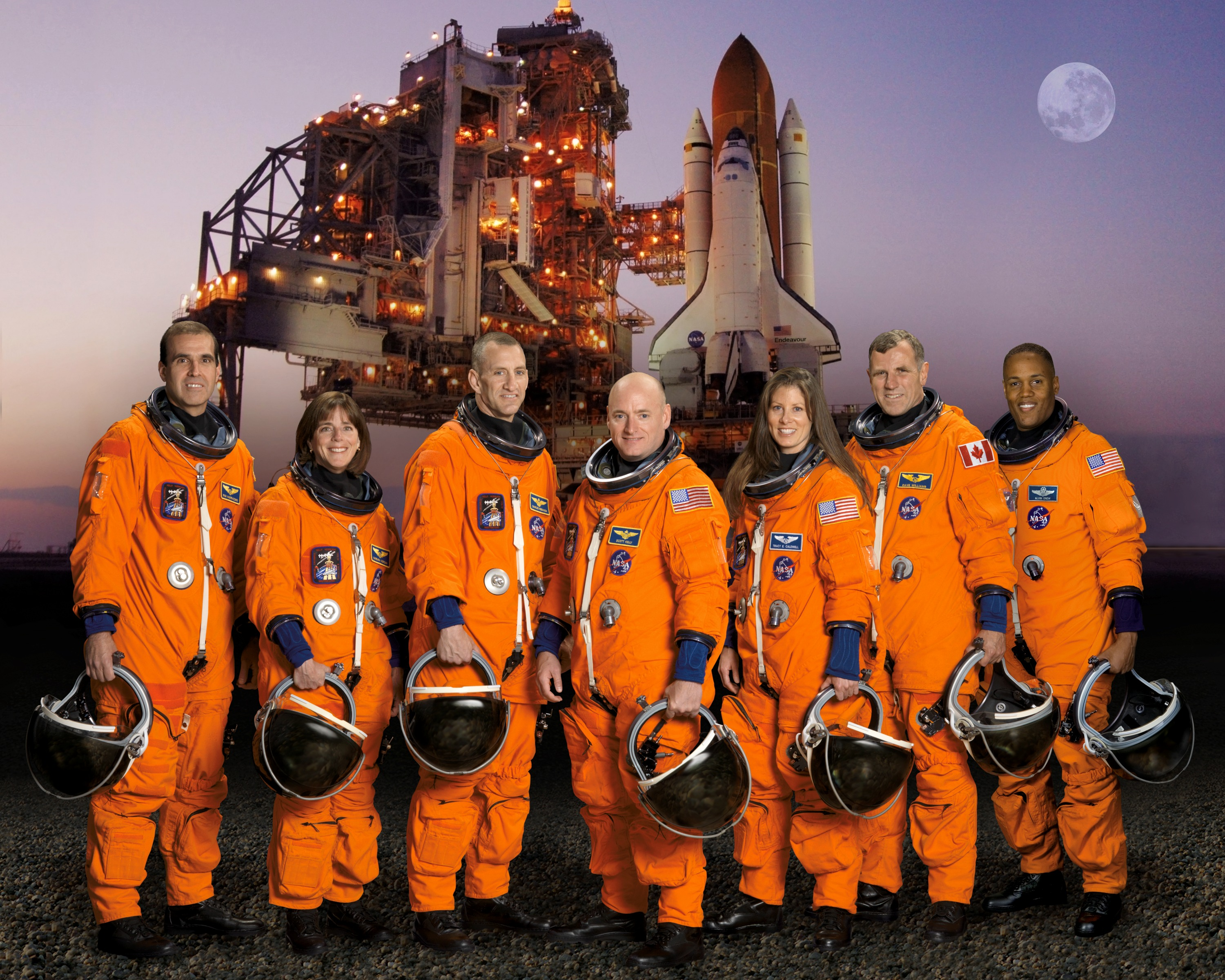
Екіпаж STS-118:Мастраккіо, Морган, Хобо, Келлі, Колдуелл, Уільямс, Дрю

## Виходи у відкритий космос
- Вихід 1 — Мастраккіо і Вільямс
- Мета: Монтаж сегмента S5
- Початок: 11 серпня 2007-16:28 UTC
- Закінчення: 11 серпня-22:45 UTC
- Тривалість: 6 годин 17 хвилин

Це 89-й вихід у космос пов'язаний з МКС.
Це 1-й вихід у космос Річарда Мастраккіо і 1-й вихід Давид Вільямса.
- Вихід 2 — Мастраккіо і Вільямс
- Мета: Заміна гіроскопа орієнтації
- Початок: 13 серпня 2007-15:32 UTC
- Закінчення: 13 серпня-22:00 UTC
- Тривалість: 6 годин 28 хвилин

Це 90-й вихід у космос пов'язаний з МКС.
Це 2-й вихід у космос Річарда Мастраккіо і 2-й вихід Давида Вільямса.
- Вихід 3 — Мастраккіо і Андерсон
- Мета: Підготовка сегмента фермової конструкції станції Р6 до перестановки
- Початок: 15 серпня 2007-14:37 UTC
- Закінчення: 15 серпня-20:05 UTC
- Тривалість: 5 годин 28 хвилин

Це 91-й вихід у космос пов'язаний з МКС.
Це 3-й вихід у космос Річарда Мастраккіо і 2-й для Клейтона Андерсона.
- Вихід 4 — Вільямс і Андерсон
- Мета: Установка устаткування на зовнішній поверхні станції, демонтаж експериментальних зразків
- Початок: 18 август 2007-13:17 UTC
- Закінчення: 18, серпня-18:18 UTC
- Тривалість: 5 годин 2 хвилини

Це 92-й вихід у космос пов'язаний з МКС.
Це 3-й вихід у космос Давида Вільямса і Клейтона Андерсона.

## Мета

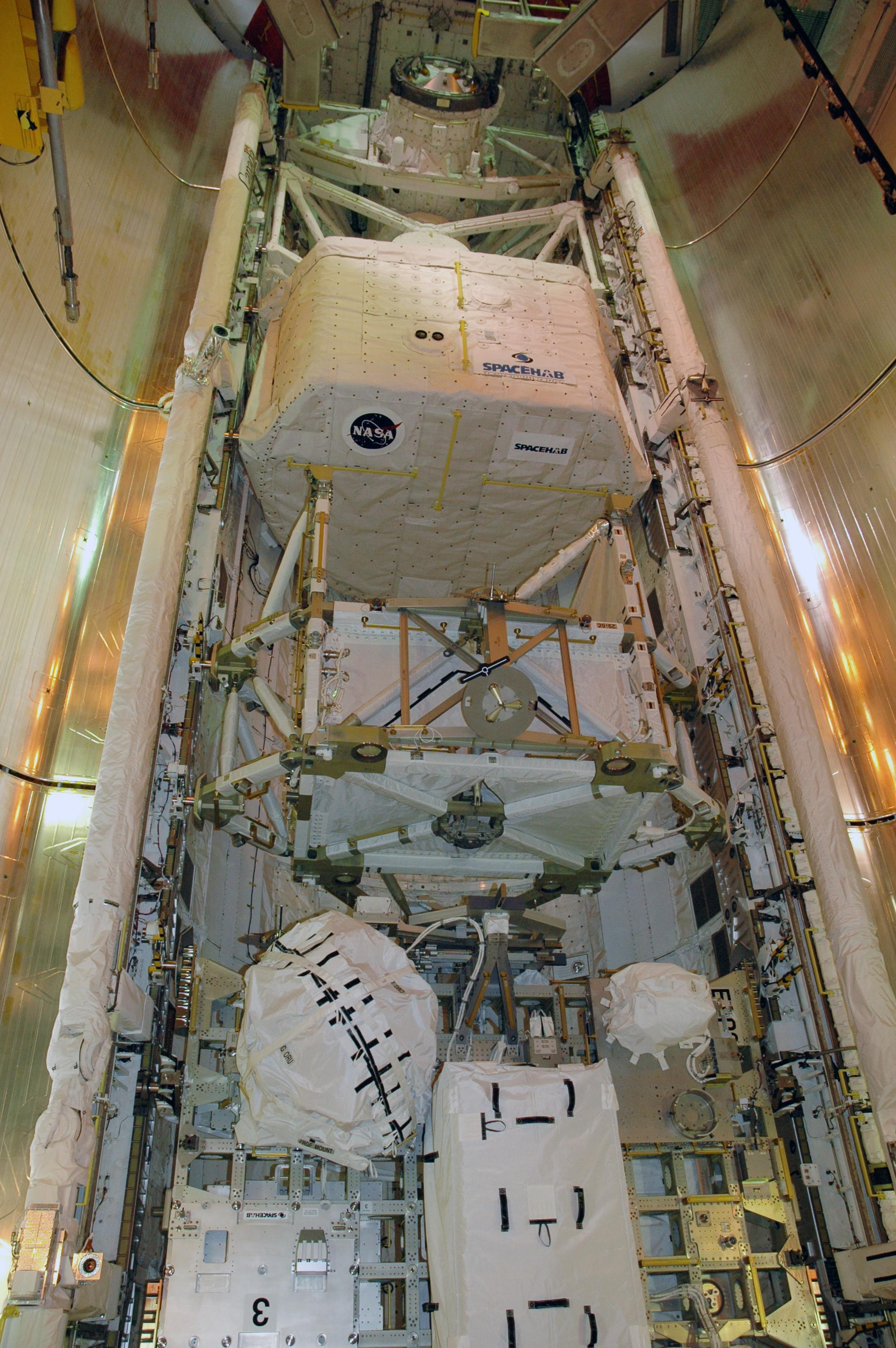
Розміщення корисного навантаження у вантажному відсіку Шатла «Індевор» (STS-118): ODS, Spacehab, сегмент фермової конструкції «S5», ESP-3. Зліва внизу видно сферу змінного гіродіна CMG

Метою було доставлення та монтаж сегмента S5 фермової конструкції МКС, заміна гіроскопа орієнтації станції (вийшов з ладу), доставлення на МКС матеріалів та обладнання.
Історично Барбара Морган — є першим вчителем в космосі. 1986 року вона була відібрана для участі в програмі НАСА (англ. NASA) — «Вчитель в космосі». Першим вчителем у космосі повинна була стати Кріста Маколіфф (Christa McAuliffe), але вона загинула в катастрофі «Челленджера» (місія STS-51-L) 28 січня 1986. Барбара Морган була дублером Крісти Мак-Оліфф. Після загибелі «Челленджера» НАСА відмовилася від програми «Вчитель в космосі». Барбара Морган поставила своєю метою здійснити політ Крісти Мак-Оліфф. Вона залишилася в НАСА і стала астронавтом НАСА. Під час свого майбутнього польоту вона мала намір провести кілька уроків з космосу, тих уроків, які мала провести Кріста Мак-Оліфф двадцять років тому.

## Підготовка до польоту

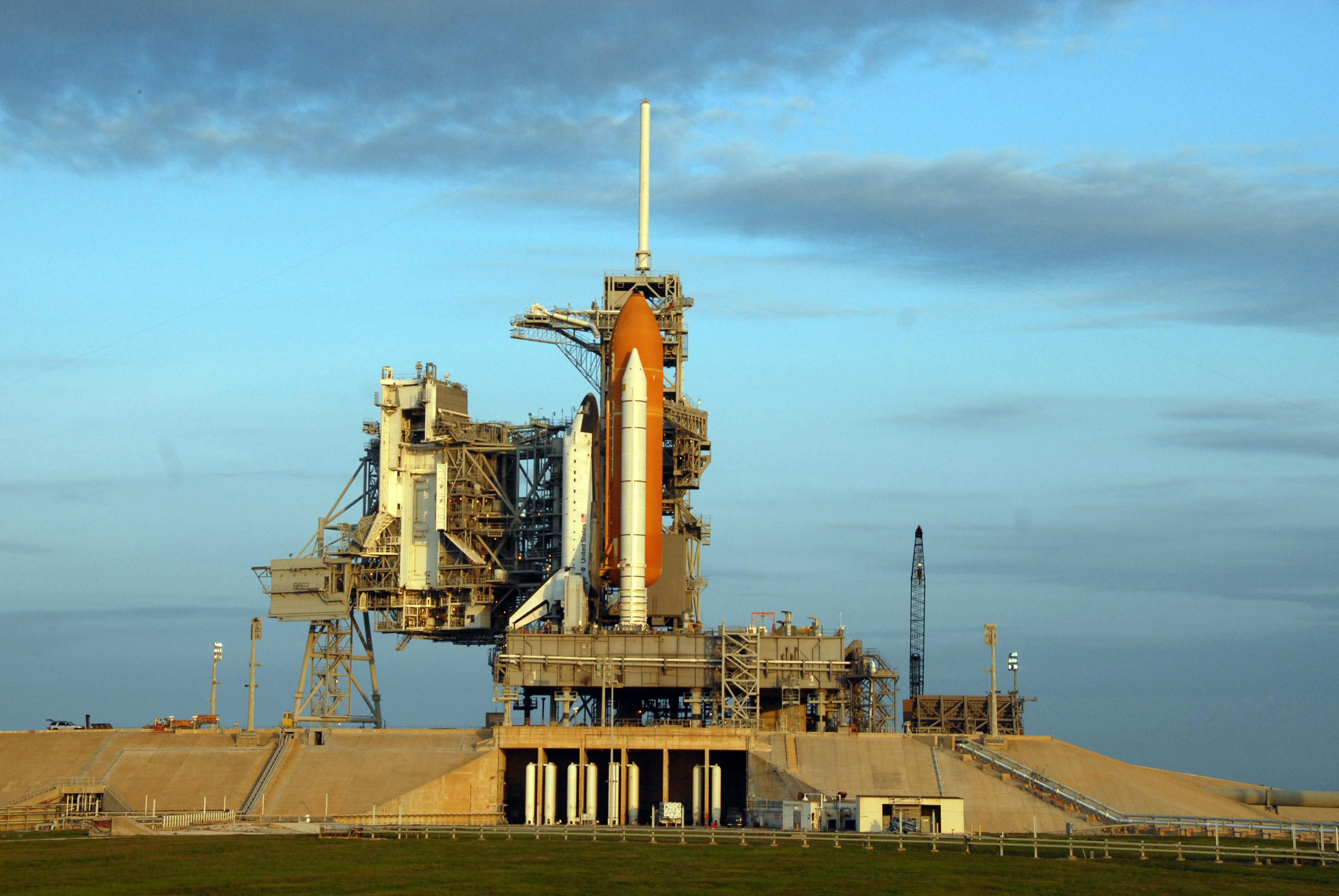
«Індевор» на стартовій позиції

26 квітня 2007 року керівництво НАСА ухвалило рішення про повернення бортінженера 15-ої довготривалої експедиції МКС Суніти Вільямс на Землю на шатлі «Атлантіс» STS-117 в червні. Тому астронавт Клейтон Андерсон, який повинен був замінити Суніту Вільямс на станції, переведений з екіпажу шатла «Індевор» STS-118 в екіпаж шатла «Атлантіс» STS-117. Місце Андерсона в екіпажі «Індевора» посів Алвін Дрю (Alvin (Al) Drew).
10 липня 2007 року погана погода змусила перенести перевезення шатла «Індевор» з будівлі вертикальної збірки на стартовий майданчик. Вивіз, який був запланований на ранок 10 липня перенесено на вечір — 22:00 за часом східного узбережжя США (11 липня 2 годині ночі UTC). Відстань в 3,4 милі (5,5 км) від будівлі вертикальної збірки до стартового майданчика долається за 6-7 годин.
11 липня 2007 Шатл «Індевор» вивезений з будівлі вертикальної збірки на стартову позицію. Перевезення Шатла відбувалося в ніч з 10 на 11 липня. Початок руху о 20 годині 10 хвилин (місцевий час, 11 липня о 00 годині 10 хвилин UTC). 11 липня о 3 годині 2 хвилини за місцевим часом «Індевор» був встановлений на стартовій позиції. Старт «Індевора» запланований на 7 серпня о 19 годині 2 хвилини за часом східного узбережжя США (23 години 2 хвилини UTC).
26 липня 2007 НАСА офіційно оголосило дату і час старту Шатла Індевор STS-118. Це оголошення зробили після проведення повного дводобового передстартового тренування екіпажу. «Індевор» мав вирушити в космос 7 серпня в 23 години 2 хвилини UTC (19 годин 2 хвилини за часом східного узбережжя США, 8 серпня в 3:02 за московським літнім часом).
3 серпня 2007 року екіпаж шатла «Індевор» прибув на космодром на мисі Канаверал.
Старт шатлу перенесено на добу з 7 серпня на 8 серпня через проблеми з герметизацією кабіни корабля.
Новий час старту — 8 серпня о 22 годині 36 хвилин UTC (18 годин 36 хвилин за часом мису Канаверал, 9 серпня в 2:36 за московським літнім часом).

## Опис польоту

### 8 серпня (Старт і перший день польоту)
8 серпня Шатл «Індевор» STS-118 успішно стартував о 22 годині 37 хвилин UTC.

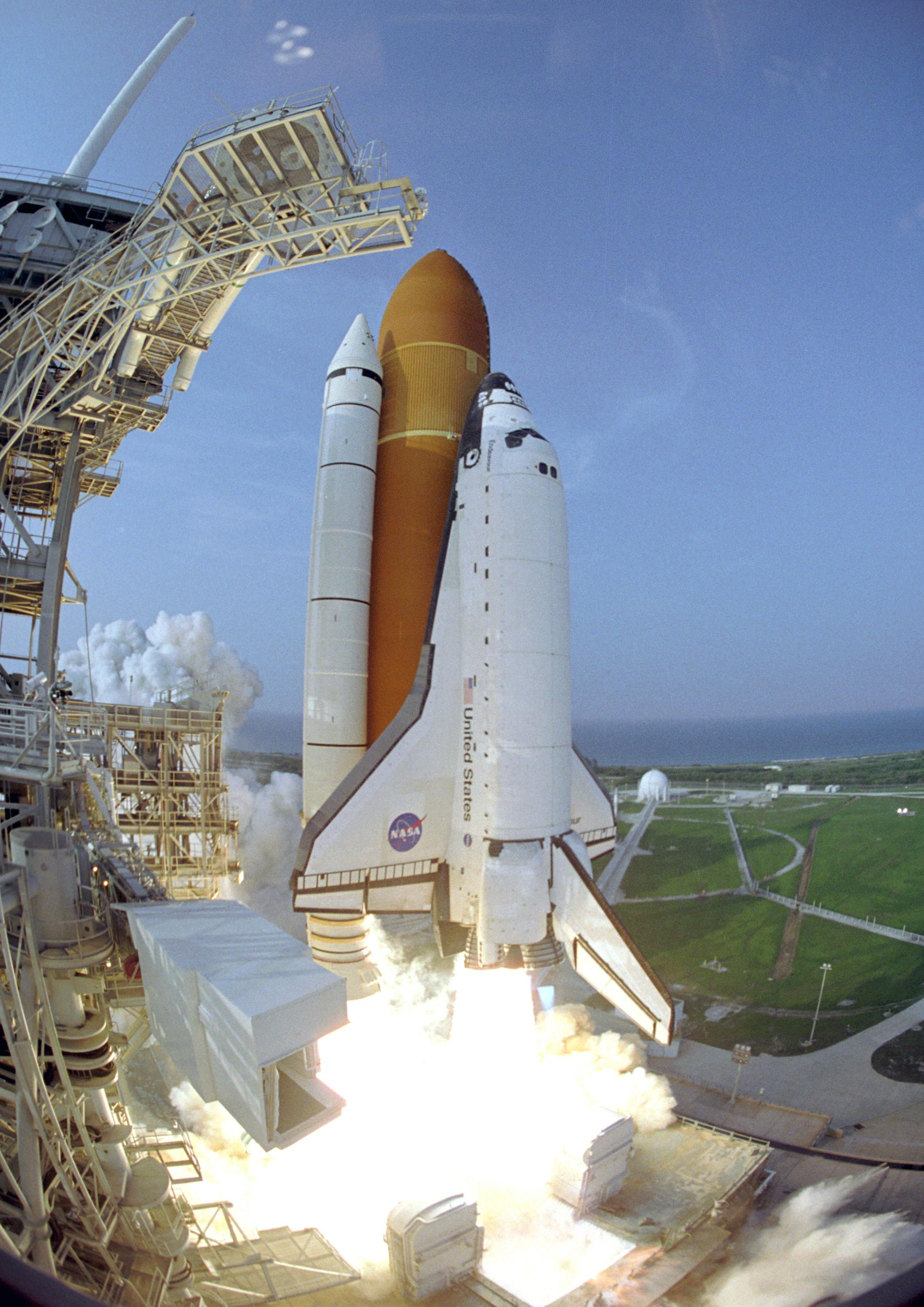
Старт «Індевора». Знімок через об'єктив «риб'яче око»

Через 8,5 хвилин шатл вийшов на початкову орбіту заввишки 105 км (65 миль) (орбіта занадто низька, уточніть) і двигуни Шатла були вимкнені.
Майже через п'ять років після свого останнього польоту, у грудні 2002, Шатл «Індевор» знову в космосі. Це був 119-й політ Шатла, 20-й політ «Індевора», 22-й політ шатла до МКС.

### 9 серпня (другий день польоту)
Підйом від сну в 12:37 UTC
Рано вранці Шатл «Індевор» знаходився за 2000 км (1242 миль) від МКС і за кожен виток навколо Землі (приблизно 90 хвилин) наближався до станції на 260 км (160 миль).
Астронавти, за допомогою робота-маніпулятора, проводили огляд теплозахисного покриття Шатла. Процедура огляду тривала близько п'яти годин. Дані огляду передавалися на Землю, де вони аналізувалися фахівцями.
Астронавти також готували системи та обладнання Шатла перед майбутнім стикуванням з МКС.
Відбій о 03:37 UTC (10.08)

### 10 серпня (третій день польоту)
Підйом від сну в 11:37 UTC.
Шатл наблизився до МКС.
Перед стикуванням зі станцією, Шатл здійснив переворот, під час якого члени екіпажу МКС проводили фотографування теплозахисного покриття Шатла.

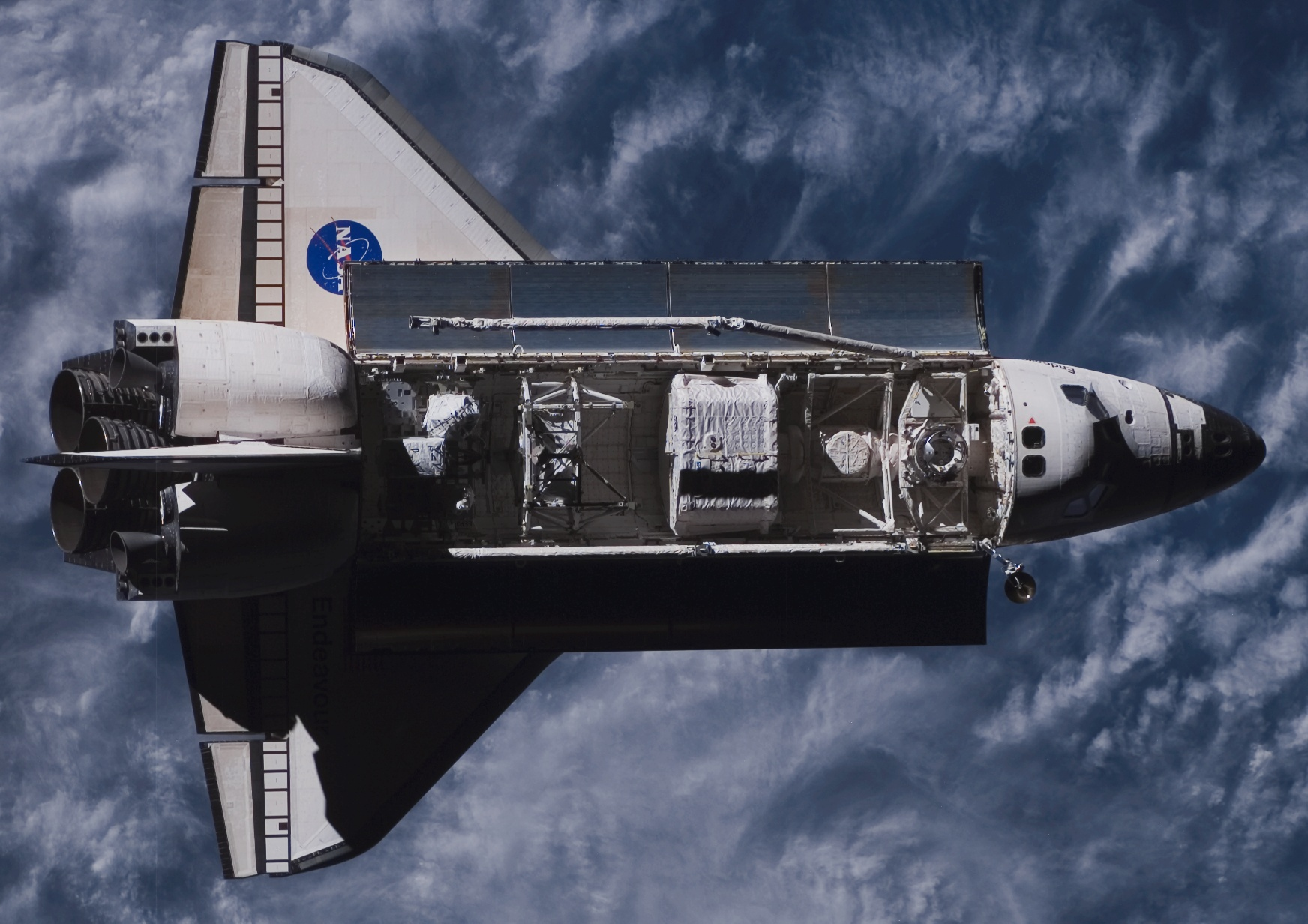
«Індевор» наближається до МКС

Переворот Шатла перед станцією почався в 16 годин 56 хвилин UTC. Повний переворот Шатл, під керуванням командира Скотта Келлі і пілота Чарльза Хобо, здійснив за 10 хвилин. У цей час Шатл пролетів над північним узбережжям Бразилії і знаходився, приблизно, за 200 метрів від станції.
О 18 годин 2 хвилини UTC «Індевор» зістикувався з МКС. У 20 годин 04 хвилини був відкритий люк між шатлом і станцією.
О 21 годині Трейсі Колдуелл, за допомогою робота-маніпулятора Шатла, підійняла з вантажного відсіку сегмент фермової конструкції S5. Потім цей сегмент був переданий роботу-маніпулятору станції, яким керував Чарльз Хобо. Потім сегмент був перенесений до правого краю фермової конструкції станції і залишений висіти до наступного дня, коли астронавти Вільямс і Мастраккіо вийдуть у відкритий космос і закріплять його на призначеному місці.
О 22 годині 17 хвилин кабелі електроживлення Шатла були під'єднані до системи електроживлення станції. Якщо ця системи буде нормально функціонувати, то Шатл зможе залишатися в космосі на три доби довше. Рішення про продовження місії було прийнято в неділю (12 серпня).
Астронавти продовжили підготовку до першого виходу в космос. Наприкінці дня астронавти провели коротку прес-конференцію.
Відбій о 03:37 UTC (11.08)

### 11 серпня (четвертий день польоту, перший вихід у відкритий космос)
Підйом від сну в 11:39 UTC.

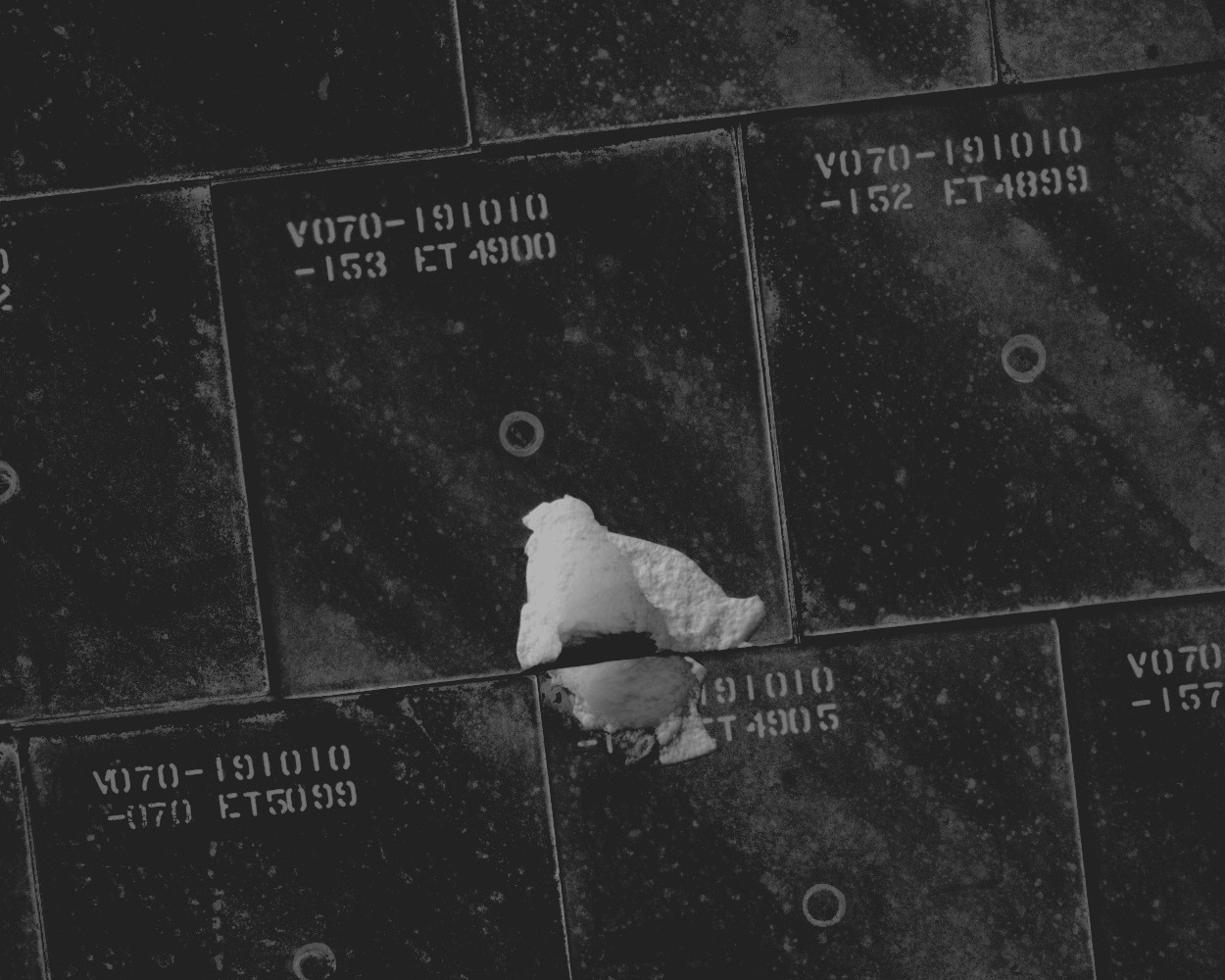
Пошкодження теплоізоляційного покриття «Індевора»

На знімках, які зробили члени екіпажу МКС під час перевороту Шатла при підльоті до станції, виявлені невеликі пошкодження теплозахисного покриття. Пошкодження знаходяться в районі стулок, якими закрито відсік правого шасі Шатла. За попередніми оцінками, ушкодження не значні і не становлять великої небезпеки. Однак, для докладнішого вивчення, в неділю пошкодження будуть обстежуватися за допомогою лазерного сканера і камери високої роздільної здатності, укріплених на роботі-маніпуляторі з п'ятнадцятиметровим подовжувачем. Після докладного обстеження буде ухвалено рішення про можливий ремонт ушкоджень на орбіті.

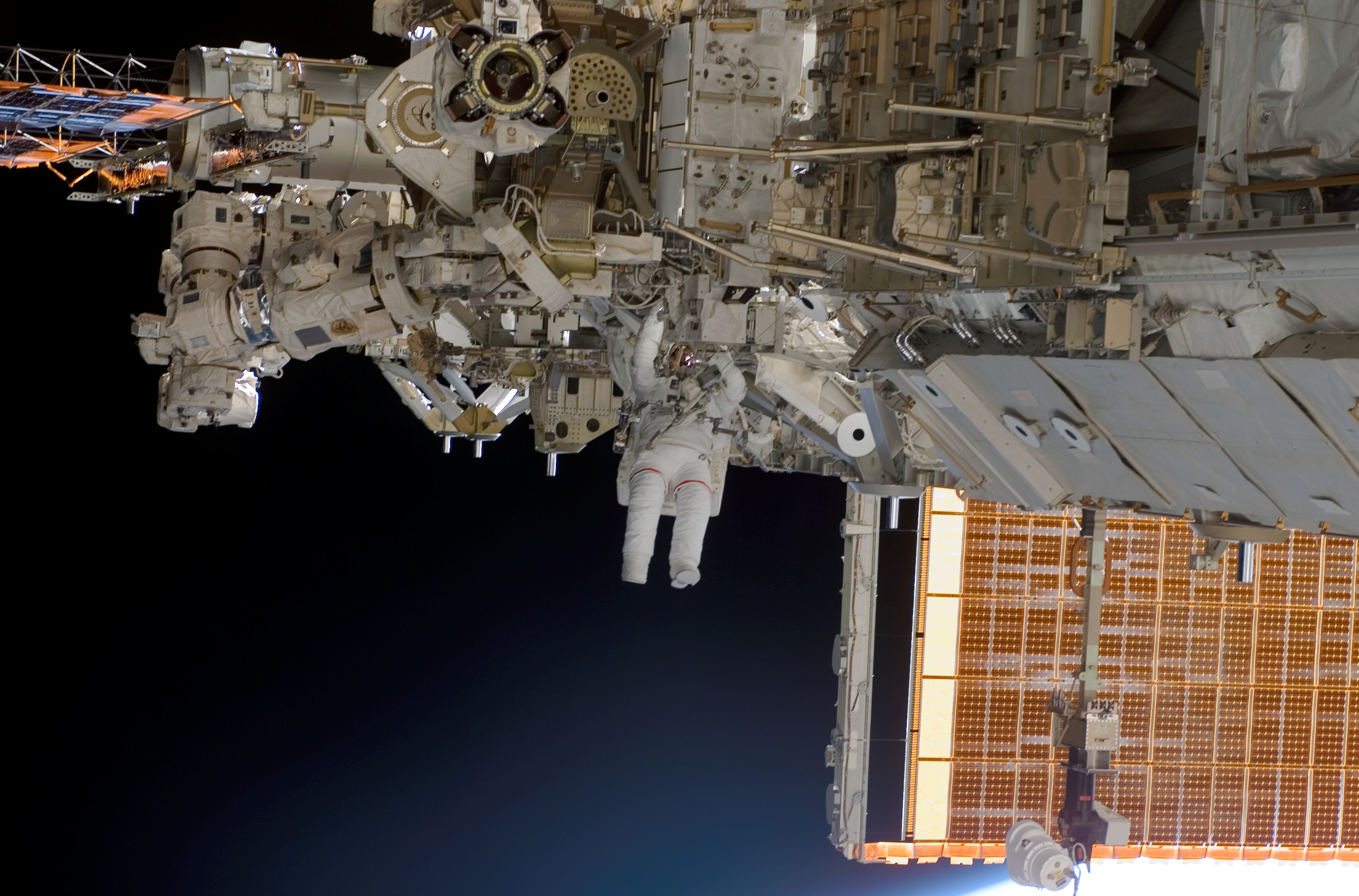
Рік Мастраккіо під час першого виходу у відкритий космос

Перший вихід у відкритий космос почався о 16 годині 28 хвилин UTC і закінчився в 22 години 45 хвилин. Тривалість виходу склала 6 годин 17 хвилин. Під час виходу астронавти Рік Мастраккіо і Давид Вільямс закріпили, доставлений на шатлі, сегмент S5 фермової конструкції станції та під'єднали до нього електричні кабелю. Астронавти також контролювали процес згортання радіатора охолодження на сегменті Р6 і закріпили згорнутий радіатор. Під час польоту «Діскавері» STS-120, наміченого на жовтень 2007 року, сегмент Р6 буде переставлено, зі свого нинішнього тимчасового положення на модулі «Юніті-1», на лівий кінець фермової конструкції станції, потім панелі сонячних батарей цього сегмента будуть розгорнуті знову.
Під час монтажу сегмента S5, роботом-маніпулятором станції керував пілот шатла Чарльз Хобо. Координувала вихід у космос Трейсі Колдуелл.
Це був перший вихід у відкритий космос і для Ріка Мастраккіо, і для Давида Вільямса.
Відбій в 3:07 UTC (12.08).

### 12 серпня (п'ятий день польоту)
Підйом від сну в 11:06 UTC.
Астронавти, за допомогою лазерного сканера і високороздільної камери, встановлених на роботі-маніпуляторі з п'ятнадцятиметровим подовжувачем, обстежили місця пошкоджень теплозахисного покриття днища Шатла. Роботом-маніпулятором управляла Трейсі Колдуелл. Отримано тривимірні зображення ушкодження. Розмір ушкодження-8, 5 см х 5, 6 см (3, 48 дюйма х 2, 31 дюйма). Товщина теплозахисного покриття в цьому місці становить 2, 7 см (1, 12 дюймів). Це пошкодження було викликано осколком замерзлої теплоізоляційної піни, що відкололися від зовнішнього паливного бака і вдарив у днище Шатла на 58 секунді після старту. На знімках видно, що покриття пробито майже наскрізь. За попередніми оцінками фахівців НАСА, це пошкодження не представляє загрози для шатлу і екіпажу при посадці. Однак, фахівці на Землі проводили ретельний аналіз, моделювання і лабораторні випробування, щоб підтвердити свої попередні висновки. За результатами випробувань, буде ухвалено рішення про можливе ремонті пошкодження в космосі, під час спеціально організованого для цієї мети виходу з корабля.
Астронавти продовжували перевантаження доставлених шатлом обладнання та матеріалів з модуля «Спейсхеб» у станцію.
Астронавти Мастраккіо і Вільямс готувалися до свого другого виходу у відкритий космос, під час якого їм належало замінити що вийшов з ладу гіроскоп орієнтації станції.
Система передачі електроенергії від сонячних батарей станції до Шатлу успішно функціонує. Тому, керівництво польотом ухвалило рішення про продовження польоту Шатла на три доби. Ухвалено рішення і про проведення четвертого виходу у відкритий космос, який відбудеться в п'ятницю, 17 серпня. Виходити в космос будуть Давид Вільямс і бортінженер МКС Клейтон Андерсон, який довгий час готувався до космічного польоту у складі екіпажу «Індевор» STS-118, і проводив спільні тренування з екіпажем «Індевора». Розстикування Шатла і станції призначена на 20 вересня, посадка Шатла на 22 серпня.
Відбій о 03:37 UTC (13.08)

### 13 серпня (шостий день польоту, другий вихід у відкритий космос)
Підйом від сну в 10:37 UTC.
У 15 годин 32 хвилини UTCстронавти Рик Мастаккіо і Давид Вільямс почали другий вихід у відкритий космос. Вихід був завершений в 22 години. Тривалість виходу склала 6 годин 28 хвилин. Перше завдання для астронавтів-демонтаж вийшов з ладу гіроскопа орієнтації станції і тимчасове закріплення його на зовнішній поверхні станції, де він залишиться на деякий час і пізніше, під час одного з таких польотів шатлів, буде доставлений на Землю. Потім астронавти встановили новий гіроскоп, який знаходився у вантажному відсіку Шатла. Трейсі Колдуелл асистувала астронавтам вийшов у відкритий космос. Роботом-маніпулятором станції управляли Чарльз Хобо і Клей Андерсон.
Це був другий вихід у відкритий космос для Мастраккіо і Вільямса і 90-й вихід, пов'язаний з МКС.
Астронавти також продовжували переноску матеріалів та обладнання з модуля «Спейсхеб» у станцію.
Відбій о 02:07 UTC (14.08)

### 14 серпня (сьомий день польоту)
Підйом від сну в 10:37 UTC.
День народження Трейсі Колдуелл (38 років).

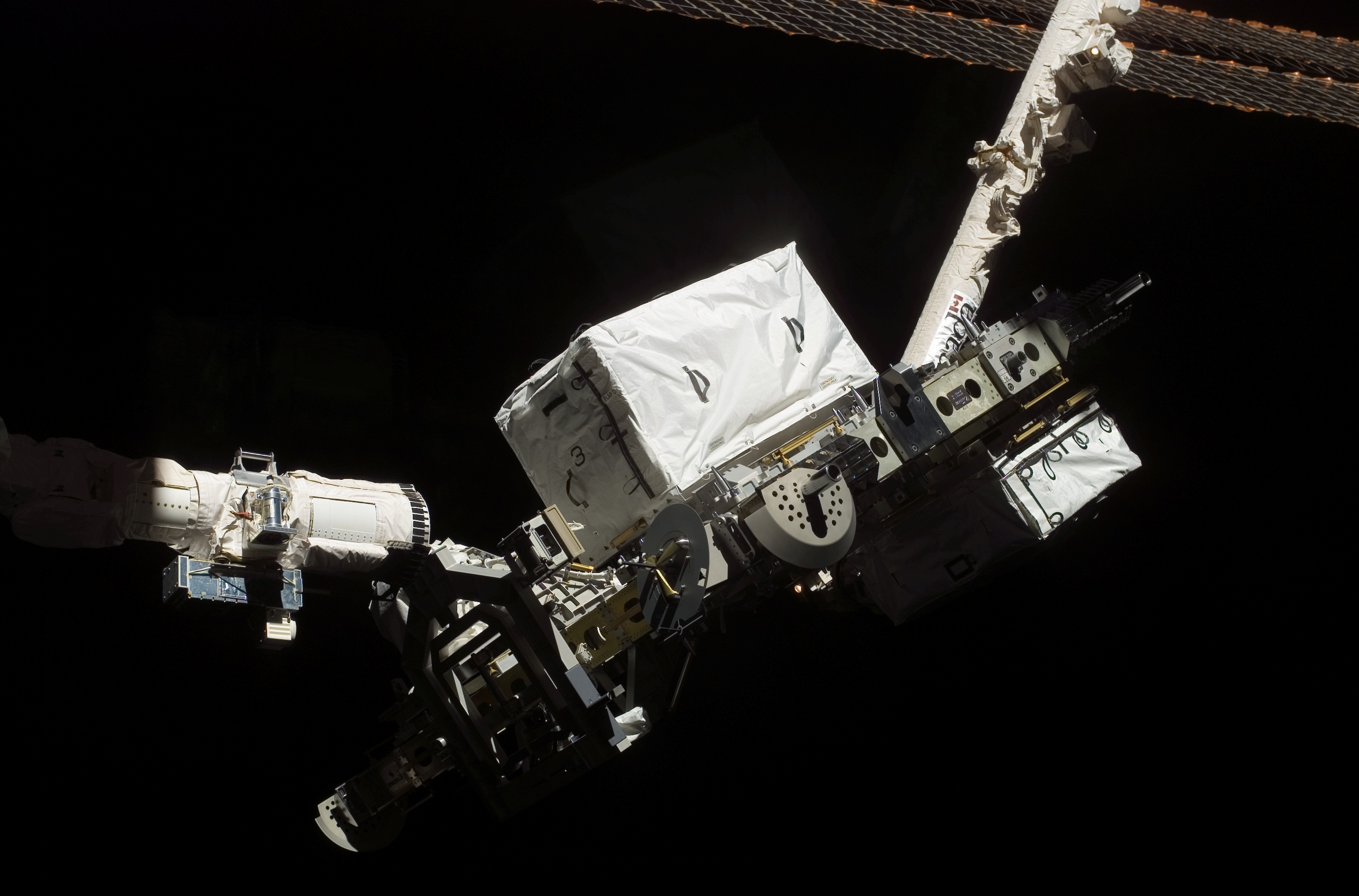
Інструментальна платформа між роботами-маніпуляторами Шатла і станції

За допомогою робота-маніпулятора Шатла, яким управляли Барбара Морган і Трейсі Колдуелл, і робота-маніпулятора станції, яким управляли Чарльз Хобо і Клейтон Андерсон, на сегменті Р3 фермової конструкції станції була встановлена інструментальна платформа, доставлена шатлом.
Барбара Морган проводила бесіди зі студентами за програмою «Вчитель в космосі».
Керівник польоту Джон Шеннон заявив, що пошкодження теплозахисного покриття днища Шатла не становить загрози. З таким пошкодженням Шатл зможе здійснити безпечну посадку. Зазвичай, при посадці Шатла губляться кілька теплозахисних плиток, і це не викликає катастрофічних наслідків. Фахівці продовжували досліджувати можливість ремонту на орбіті. Якщо рішення про ремонт було б ухвалено, то він був би здійснений під час четвертого виходу у відкритий космос 17 серпня. У цьому випадку у відкритий космос мали б вийти Мастраккіо і Вільямс.
Відбій о 02:07 UTC (15.08)

### 15 серпня (восьмий день польоту, третій вихід у відкритий космос)
Підйом від сну в 10:07 UTC.
У 14 годин 37 хвилини UTCстронавти Рик Мастаккіо і бортінженер МКС Клей Андерсон розпочали третій вихід у відкритий космос. Вихід був завершений достроково у 20 годин 5 хвилин. Тривалість виходу склала 5 годин 28 хвилин. Під час виходу астронавти займалися підготовкою сегмента фермової конструкції станції Р6 до його перестановці, яка буде здійснена під час наступної експедиції шатла «Діскавері» STS-120 в жовтні. Астронавти також займалися Переконфігурація системи комунікації. Потім астронавти пересунули дві транспортні візки на фермової конструкції станції з лівого боку на праву, звільнивши тим самим ліву сторони фермової конструкції для майбутньої в жовтні перестановки сегмента Р6 на правий край фермової конструкції.

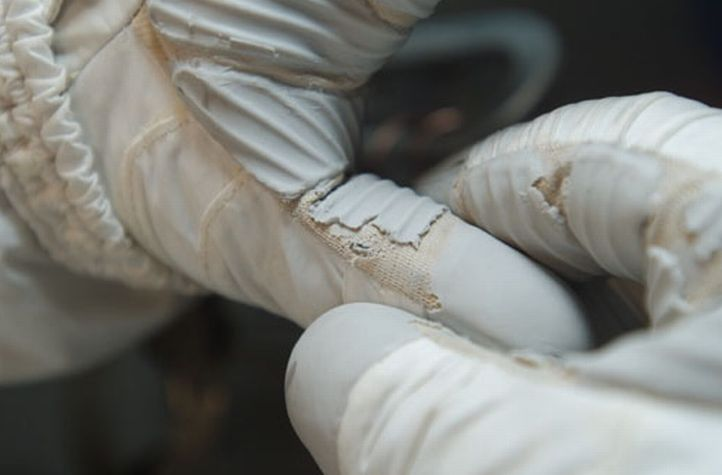
Пошкодження рукавички скафандра Мастраккіо

У 18 годин 55 хвилин на лівій рукавичці Ріка Мастраккіо було виявлено пошкодження зовнішнього шару. В цілях безпеки Мастраккіо припинив роботу у відкритому космосі і повернувся в шлюзову камеру. Клей Андерсон продовжив роботу на сегменті Р6. Після цього Андерсон також повернувся в шлюзову камеру. Довелося відмовитися від зняття експериментальних зразків, які перебували на зовнішній поверхні станції з серпня 2006 року. Ці зразки будуть демонтовані під час одного з таких виходів в космос.
Це був третій вихід у відкритий космос для Мастраккіо і другий для Андерсона і 91-й вихід, пов'язаний з МКС.
Четвертий вихід у відкритий космос перенесений з п'ятниці (17 серпня) на суботу (18 серпня). Керівники польотом, хоча й оголосили, що пошкодження теплозахисного покриття Шатла не вплине на безпечну посадку, все ще не вирішили: усувати чи пошкодження в космосі або на Землі після приземлення.
Відбій о 01:37 UTC (16.08)

### 16 серпня (дев'ятий день польоту)
Підйом від сну в 10:37 UTC.
Керівництво польотом продовжувало аналізувати ситуацію з можливим ремонтом теплозахисного покриття Шатла. Керівники польотом на 80-90 % схилялися до того, щоб не проводити ремонт на орбіті. У цьому випадку четвертий вихід у відкритий космос відбудеться 18 серпня, і виходити в космос будуть Вільямс і Андерсон. Якби керівництво ухвалило рішення про проведення ремонту в космосі, то, можливо, щоб ретельніше підготуватися, вихід був би пересунуть на п'ятницю, 20 серпня. У цьому випадку політ шатлу був би продовжений ще на дві доби, до 24 серпня.
Барбара Морган разом з Алвін Дрю проводила бесіди зі студентами з космосу. Астронавти продовжували перенесення вантажів з модуля «Спейсхеб» у станцію і переноску відпрацьованих матеріалів у зворотному напрямку.
Відбій о 02:07 UTC (17.08)

### 17 серпня (десятий день польоту)
Підйом від сну в 9:07 UTC.
Пізно ввечері, 16 серпня, було ухвалено рішення не проводити ремонт теплозахисного покриття Шатла в космосі. З таким невеликим ушкодженням, «Індевор» здатний вчинити безпечну посадку.
Керівник польоту Джон Шеннон сказав: «Після аналізу результатів всіх проведених випробувань, ми прийшли до одностайної висновку, що немає ніякої загрози для екіпажу, немає нічого такого, щоб могло становити небезпеку для астронавтів. Ми були впевнені в цьому вже кілька днів, але ми очікували закінчення всіх перевірок і остаточних аналізів ситуації». Ремонт у космосі-сам по собі дуже небезпечний захід, і він повинен проводитися тільки у разі реальної необхідності.
Астронавти Шатла і МКС продовжували переноску матеріалів і устаткування з Шатла на станцію і назад. Вільямс і Андерсон готувалися до майбутнього виходу у відкритий космос.
Відбій о 01:07 UTC (18.08)

### 18 серпня (одинадцятий день польоту, четвертий вихід у відкритий космос)
Підйом від сну в 9:07 UTC.

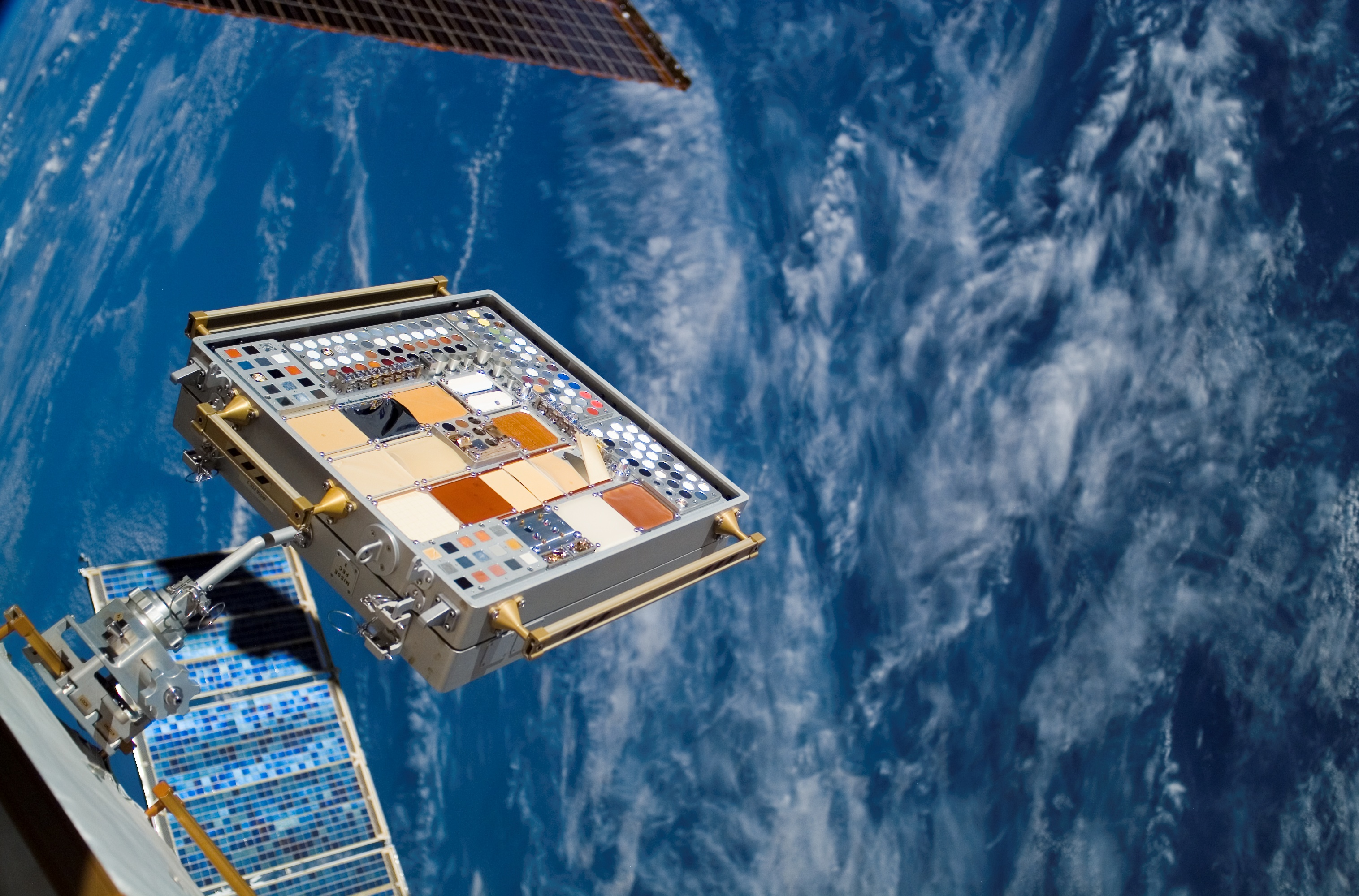
Експериментальні зразки, які експонувалися у відкритому космосі

Астронавти Давид Вільямс і Клейтон Андерсон здійснили четвертий вихід у відкритий космос місії STS-118. Вихід почався в 13 годин 17 хвилин UTC. Закінчення виходу в 17 годин 47 хвилин. Під час виходу астронавти встановили на фермової конструкції станції тримач для подовжувача робота-маніпулятора. Астронавти також демонтували два контейнери з експериментальними зразками і встановили на зовнішній поверхні станції антену для бездротової передачі даних. Тривалість виходу була скорочена з планувалися 6, 5 годин до 4, 5 годин. Це було зроблено для того, щоб залишився час для закриття ще сьогодні люка між шатлом «Індевор» і станцією. У той час як Вільямс і Андерсон працювали у відкритому космосі, решта астронавти завершували останні операції перед закриттям люка. Люк повинен був бути закритий у 21 год.

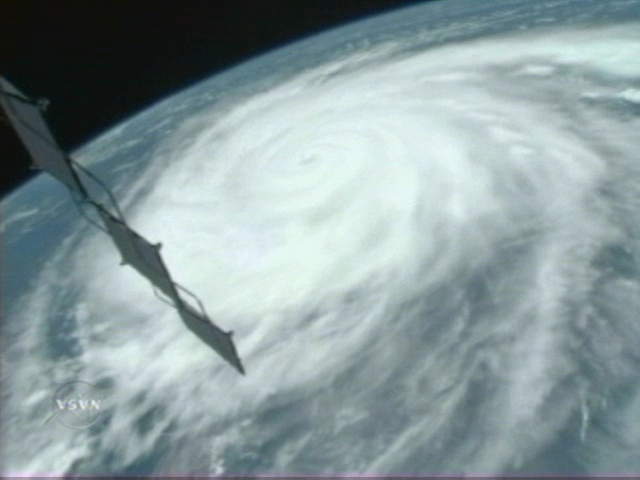
Ураган Дін над Карибським морем

Зміна планів пов'язано з тим, щоб мати можливість розстикування Шатл і станцію в майбутню неділю (19 серпня) і здійснити посадку Шатла у вівторок-21 серпня. Перенесення дати повернення шатла на більш ранній термін пов'язаний з наближається до узбережжя США урагану Дін (Dean). НАСА розраховує мати можливість приземлити Шатл до того моменту як ураган наблизиться до Х'юстон у і загрожуватиме центру управління польотом.
Відбій о 00:37 UTC (19.08)

### 19 серпня (дванадцятий день польоту)
Підйом від сну в 8:37 UTC.
18 серпня ввечері екіпажі Шатла і МКС попрощалися, і астронавти Шатла повернулися в «Індевор». Люк між шатлом і МКС був закритий 18 серпня в 21 годину 10 хвилин.
О 11 годині 56 хвилин UTC Шатл «Індевор» відстикувався від МКС. За допомогою робота-маніпулятора, астронавти обстежували теплозахисне покриття носа Шатла і передніх крайок крил.
Посадка Шатла має відбутися 21 серпня в 16 годин 32 хвилини на мисі Канаверал.
Ураган Дін змусив НАСА перенести посадку Шатла з середи на вівторок (21 серпня). Але, за останніми прогнозами, ураган не досягне Техасу і Х'юстона, де знаходиться центр управління польотом.
Відбій о 00:37 UTC (20.08)

### 20 серпня (тринадцятий день польоту)
Підйом від сну в 8:37 UTC.
Астронавти перевіряють системи шатлу, які будуть залучені при посадки.
Астронавти також зміцнюють всі інструмент та обладнання в кабіні Шатла перед посадкою. У цей день астронавти мали більше часу для відпочинку, після напруженої роботи на МКС і перед майбутньою посадкою завтра.
21 серпня були дві можливості приземлення «Індевора» у Флориді. Перша можливість на 201 витку-гальмівний імпульс у 15 годин 25 хвилин UTC (11:25 am EDT) і посадка в 16 годин 32 хвилини (12:32 pm EDT). Друга можливість на 202 витку-гальмівний імпульс у 17 годин (1 pm EDT) і посадка в 18 годин 06 хвилини (2:06 pm EDT).
Там були також три можливості приземлення на авіаційній базі Едвардс у Каліфорнії-на 203, 204 і 205 витках.
Відбій о 00:37 UTC (21.08)

### 21 серпня (чотирнадцятий день польоту)
Підйом від сну в 8:37 UTC.
Астронавти почали підготовку до спуску з орбіти.

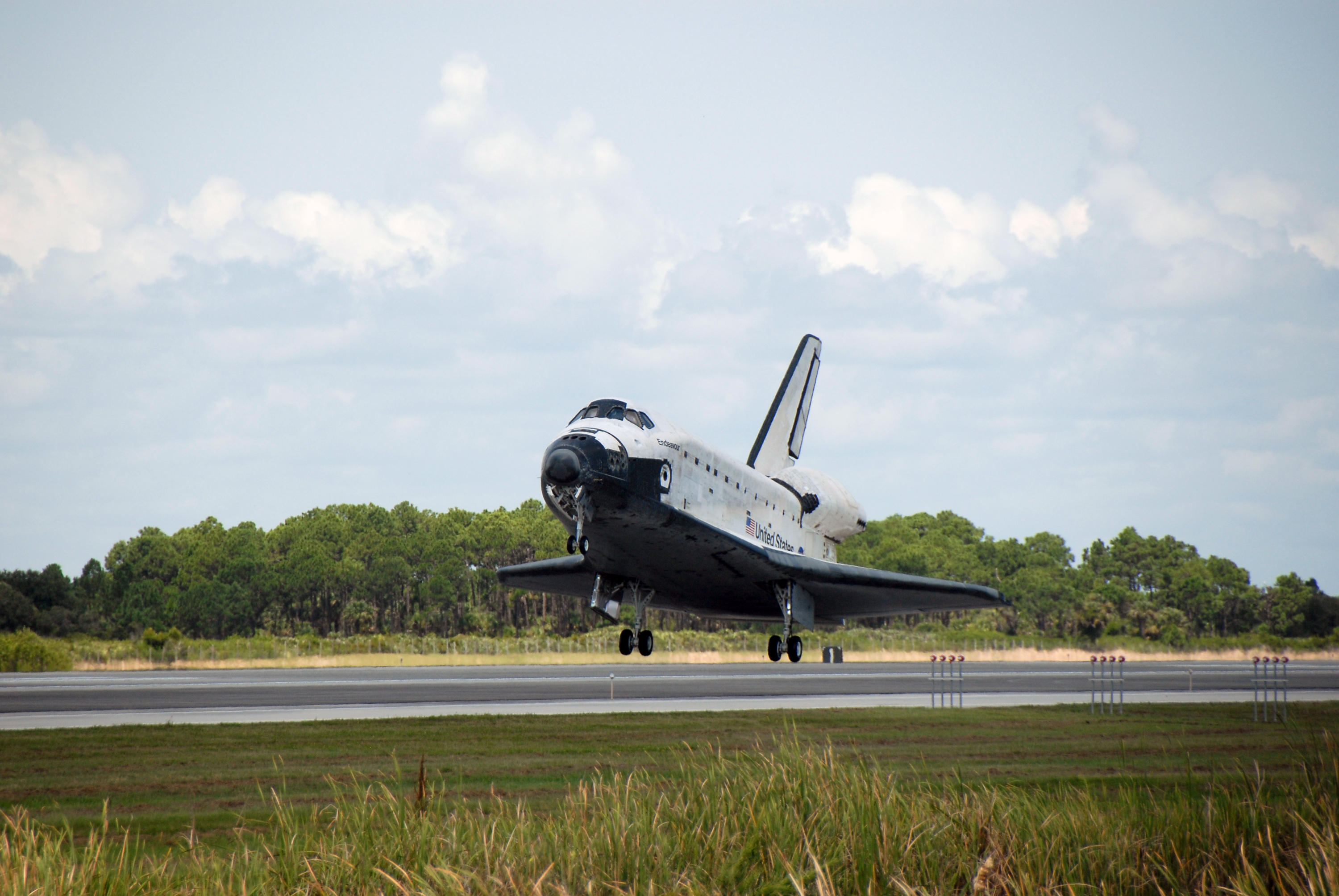
Приземлення «Індевора»

Погода на мисі Канаверал була сприятливою для приземлення.
О 12 годині 54 хвилини UTC (8:54 am EDT) був закритий вантажний відсік шатлу.
О 13 годині 9 хвилин шатл почав 200-й виток навколо Землі. Приземлення має відбутися на 201-му витку.
У 15 годин 25 хвилин, коли шатл перебував над Індійським океаном, були включені двигуни на гальмування, які пропрацювали 3 хвилини і 33 секунди.
У 16 годин 32 хвилини Шатл «Індевор» успішно приземлився на злітній смузі № 15 космодрому на мисі Канаверал у штаті Флорида.
Тривалість польоту склала 12 діб 17 годин 55 хвилин.

## Підсумки
Місія «Індевор» STS-118 успішно виконала поставлені перед нею завдання. На краю фермової конструкції Міжнародної космічної станції був змонтований сегмент S5. Був замінений вийшов з ладу гіроскоп орієнтації станції. На зовнішній поверхні станції була встановлена третя інструментальна панель. У вантажному модулі «Спейслеб» було доставлено 2, 5 тонн устаткування і матеріалів для продовження робіт на МКС. Це був останній політ для вантажних модулів «Спеслеб». У подальших планах НАСА більше не передбачені польоти модулів «Спейслеб» у вантажному відсіку шатлів. Вперше енергосистема Шатла була під'єднана до сонячних батарей станції, що дозволило продовжити політ Шатла і виконати четвертий вихід у відкритий космос. Особливим моментом польоту були кілька розмов зі студентами, які проводила Барбара Морган.
Це був 119-й політ Шатла, 20-й політ шатлу «Індевор», 22-й політ Шатла за програмою МКС.